# 命運傳奇2
《命運傳奇2》是日本電子遊戲廠商南梦宫（現万代南梦宫娱乐）公司所製作的電子角色扮演遊戲作品。為「傳奇系列」的第4作、前作《命運傳奇》的續作。本作品也是「傳奇系列」中第一款在PlayStation 2平台上登場的電子遊戲。官方公佈的類型是「解放命運的RPG（運命を解き放つRPG）」。
2006年官方決定移植至PlayStation Portable，2007年2月15日發售PlayStation Portable版本。截至2007年12月6日，在日本銷量為110.6萬。戰鬥系統為需要SP和TP利弊分明。引入了戰鬥勝利時的互動和等級系統等後續系列將繼承的元素。

## 簡介
本作的故事舞台是在《命運傳奇》十八年後的世界。勇者史坦和露蒂之子凱伊路・迪那敏斯，在他很小的時候父親便踏上了冒險之旅，雖然已不記得父親的樣貌，經營孤兒院的母親也從未提起，但對聽聞父母親英雄事蹟的凱伊路來說內心則是十分的憧憬，並且夢想著有一天能成為像父親一樣偉大的英雄人物。在這個動盪不安和飽受怪物侵襲的時代中，凱伊路決心追隨著父親史坦的步伐，展開了壯闊的時空冒險旅程。

## 故事
露蒂在克雷斯達村庄经营迪那敏斯孤儿院，养育着凱伊路和罗尼。有一天，归省的罗尼以寻找巨大的透镜为理由让凱伊路一起冒险。两人在村庄附近的拉古那遗迹内部找到了巨大的透镜，但凱伊路在用手触摸后透镜破裂，从中出现了不可思议的少女莉亚拉。从此，凱伊路踏上了宿命的冒险。

## 登場人物

### 主要人物
凱伊路·迪那敏斯（Kyle Dunamis，聲優：福山潤）
年齡：15歲、身高：160cm、體重：55kg、本名凱爾·艾爾隆（カイル・エルロン）
因為對於英雄父親史坦非常的憧憬的緣故，所以從小就盲目的想要成為英雄，有著跟父親史坦相似的單純性格，以及其遺傳自父親史坦不容易叫醒的習性。
在巨大透鏡前出現的莉亞拉相遇而展開旅程，想成為莉亞拉所尋找的英雄而跟隨著她，漸漸在旅途中體認到英雄的意義，以及其所必須背負的責任。
跟羅尼的姓氏是一樣的，迪那敏斯（デュナミス）有著資質的意思，為了不表示有誰不同，所以全孤兒院的小孩都一致採取這個性氏。
莉亞拉（Reala，聲優：柚木涼香）
年齡：16歲、身高：155cm、體重：41kg
出現在拉格那遺蹟（ラグナ遺跡）的巨大透鏡前的不可思議少女，利用透鏡的項鍊，治療晶術無法治療的傷口，讓船底破洞的船漂浮在空中，等等的奇蹟發生，跟艾露蓮一樣被稱為「聖女」。
剛遇到凱伊路的時候，只想著要找英雄而沒有注意到周遭的事，真正的身分是10年後，女神法歐魯多娜所創造出來的，稱為「兩人的聖女」，為了將世界引導向「完全的幸福」，而來到凱伊路的時代，本身算是法歐魯多娜的化身，跟一般的人不同的是，法歐魯多娜一旦被消滅也會消失，這意味著她也會跟著死亡，而旅程也跟著結束。但是她相信「命運」能讓兩人再次相會，因而接受這個悲傷的「命運」。
羅尼·迪那敏斯（Loni Dunamis，聲優：關俊彥（幼少時代 - 雪乃五月））
年齡：23歲、身高：180cm、體重：75kg
跟凱伊路出身於孤兒院被露蒂收養的孤兒，像是大哥一樣照顧凱伊路，是所屬於亞塔莫妮騎士團的青年，因為跟著凱伊路出去旅行而辭退騎士團。
有著跟年齡不相符合的深思熟慮，對於衝動行動的凱伊路，有如保護者一般的保護他。在過去孤兒院發生的事件，感到相當的自責，所以對於凱伊路十分的關愛。
裘達斯（Judas，聲優：綠川光）
年齡：16歲、身高：159cm、體重：48kg
在凱伊路受到教團監禁時，遇到的謎之人物，頭上戴著龍骨的頭骨掩飾面孔，平常十分的冷淡不常發表言論，其實對於同伴的關心藏在心中。
戰鬥時使用的是長劍跟短劍的二刀流，喜好上有點像是小孩的一面，非常挑食。
由於不願說出自己的名字所以「裘達斯」是凱伊路靈機一動取的，但在英文中有著「猶大(背叛耶穌的門徒)=背叛者」的意味，是某種玩味的巧合。
實際上他是里歐·馬格那斯（リオン・マグナス），也就是凱伊路母親露蒂的弟弟，曾經跟過他父母一起戰鬥過，後來因為某個理由背叛了守護者同伴，最後在淹沒的海底洞窟中死亡。艾露蓮到過去將他救來這個時代，原意是想利用他死亡的恨意將他收作棋子使用，沒想到本人對斯坦等同伴是抱持著歉意與感激而不是恨意，反而弄巧成拙。
在PSP重製版本的寒冰迷宮中可以再一次的遇見里歐˙馬格那斯的幻影並與其對戰。據裘達斯表示，他當初選擇了自己的道路而死，而此刻的裘達斯是沒有遺憾的；但當初的里歐所持有的一些後悔背叛同伴的意念製造出了這個里歐的幻影。並為了與過去的自己訣別，選擇親手斬斷該幻影。該幻影也和他道謝，算是有了美滿的結果。
值得一提的是，在之後出售的PSP遊戲:世界傳奇3中與里歐有夢幻的同台共演，也是傳奇系列以來的第一次。常常以一種全知的口吻諷刺里歐，讓後者相當惱怒。在該作中還有安排兩人一同出任務的主線劇情。里歐對於裘達斯對他的了解是感到既惱怒又困惑，兩人雖數次打算拔刃相向卻從來沒有真的打起來過。
娜娜莉·富雷基（Nanaly Fletch，聲優：川上倫子）
年齡：19歲、身高：162cm、體重：49kg
在賀布城（ホープタウン）以狩獵維持生計的女戰士，是凱伊路時代10年後未來的人（也就是說在凱伊路的時代娜娜莉只有9歲），擁有弓術百發百中的實力，自願加入凱伊路協助他們。跟羅尼吵架時經常直接採取暴力相向的方式，所以在兩人吵架生氣時，凱伊路都會旁觀而不插手，也因為如此兩人的吵架，讓彼此看起來更像情侶在吵架。
過去有弟弟不過已經死亡，因為看著他生病卻無法幫他醫病，而相當的自責而懊悔著。
哈洛露特·貝理賽利歐斯（Harold Belserius，聲優：平松晶子）
年齡：23歲、身高：149cm、體重：35kg
地上軍軍階中佐，是發明守護劍的天才科學家，地上軍軍師卡雷爾·貝爾謝里歐斯的妹妹。
對於事物喜歡以「是否有趣」的角度判斷，會加入凱伊路也是因為覺得可能很有趣的緣故，對於科學有著十分單純的想法，經常拿周遭的事物當成研究的目標（特別是羅尼跟裘達斯最常被拿去試驗），因此同伴對於她做的料理，都視為極危險物品（不知道裡面有加什麼怪東西進去）。在知道歷史所發生的悲劇時有著接受，而繼續前進的堅強精神。
因為成就不凡，所以在歷史上都把她記述成男性，有時候還會說出「這可以當作樣本……」或是「抽取資料！」等等怪異科學家的台詞。

### 亞坦摩尼神團
亞坦摩尼神團 （芙蘿多娜神團）
艾露蓮（Elrane，聲優：榊原良子）
27歲相当、身長：160cm、体重：43kg
現今亞坦摩尼神團的領導女神官，信仰的民眾都稱她為「聖女」崇拜尊敬。
跟莉亞拉一樣是由芙蘿多娜所創造的「聖女」，其能力凌駕於莉亞拉之上。
她對人們的幸福抱持著「不會痛苦=就是幸福」的理論。
其收集透鏡、復活死者、竄改歷史皆是為了能讓芙蘿多娜實體化的行動，最終為使芙蘿多娜得以完全實體化而使用「神的蛋」；欲利用神的蛋的撞擊力量使芙蘿多娜降臨。
芙蘿多娜（Fortuna，聲優：島津冴子）
人們對於「幸福的渴望」的思念，所聚集在透鏡上實體化的神。
為了早點得到實體，以完全的狀態降臨，為了實現目的創造出莉亞拉跟艾露蓮兩各分身。其名子意義是「命運」或是稱為「命運的女神」，遊戲終章於「神的蛋」中降臨，與艾露蓮同為凱伊路等人打倒。
漫畫版中因為不完全狀態的降臨，導致暴走但依舊免不了跟凱伊路一戦。在歷代的最終頭目中是唯一一個會在戰鬥中有台詞字幕出現的角色，使用數種屬性的光彈以及上級晶術攻擊。隨著血量減少會有瞬間移動、上升高空、下降以及使用詠唱速度甚快的熱風撲頂進行反擊的舉動。到HP剩下5%以下時會使用唯一一次的最終幻滅，但可以中斷其詠唱。是一個有多彩攻擊方式的角色。
另外在HP低到一定程度以後，背景音樂的旋律將會改變也是其特色。
薩柏諾克（Sabnock，聲優：長嶝高士）
於海德堡跟凱伊路對峙的謎之劍士，艾露蓮的手下。
不擅長說話擁有武士體格的人物，頭上戴著野獸模樣的頭盔，有著一頭服從命令的白豹魔物跟著他。
名子的由來是所羅門72魔神中的一柱，統領50軍團的地獄大侯爵「沙普諾克（サブノック）」。
白豹也是所羅門72魔神中的一柱。
丹達利歐（Dantalion，聲優：長嶝高士）
在被改變的現代，跟進入戴伊克諾夫特的凱伊路交戰，是艾露蓮的下屬。
名子的由來是所羅門72魔神中的一柱，36軍團率領的大侯爵「丹塔里昂（ダンタリオン）」。
加布（Gaap，聲優：菅原淳一）
跟沙普諾克、丹塔里昂一樣是侍奉艾爾蕾因的戰士，比起沙普諾克、丹塔里昂跟凱伊路發生衝突對峙的次數達數回之多，直接動手打起來僅止一回。
名子的由來是所羅門72魔神中的一柱，60軍團率領的地獄貴公子「加布（ガープ）」。

### 四英雄
詳細人物請參照「命運傳奇#登場人物」
斯坦·艾爾隆（Stan Aileron，聲優：關智一）
37歲、身長：172cm、体重：63kg
凱伊路的父親，守護者「迪姆羅斯」的持有人。
在神之眼事件後，跟露蒂結婚，之後生下凱爾，本來還活著。在數年前，由於保護凱伊路跟羅尼，被干涉時間的巴魯巴多斯所殺死，羅尼跟露蒂都騙凱伊路說「史坦到很遠的地方去旅行了」，將史坦的死亡的事實隱瞞起來，凱伊路對父親的模樣已經不記得了。繼承著「要相信 不斷的相信 那才是真正的堅強」的信念，他的命運受到歷史的改變而大受影響。
露蒂·卡特雷特（Rutee Kartret，聲優：今井由香）
36歲、身長：157cm、体重：46kg
凱爾的母親，守護者「亞托懷特」原持有人。
神之眼事件後，嫁給了絲坦爾，之後生下凱伊路。結婚的時候斯坦爾的妹妹莉莉絲，將奧義「叫死者也起床（死者の目覚め）」傳授給她。
在克雷斯達鎮經營迪納敏斯孤兒院，經常小孩子們包圍著，院內扶養著不少的孤兒。跟以前不同的是現在是一各充滿母性慈愛的女性。
菲莉亞·菲莉斯（Philia Philis，聲優：井上喜久子）
37歲、身長：162cm、体重：45kg
守護者「克雷門堤」的原持有人。
亞塔摩尼神團本部史特雷蘭茲大神殿（ストレイライズ大神殿）的司祭兼研究人員，一度默默喜歡著斯坦爾，不過知道露蒂喜歡史坦之後，自己自動退出。
本作高貴的感覺並沒有改變，跟前作不同的是已經沒有慌慌張張的模樣，為人十分溫柔和藹，所以有一部分的信徒稱她為「聖女」。
伍德隆·凱爾文（Woodrow Kelvin，聲優：速水獎）
41歲、身長：181cm、体重：68kg
現今法達利亞的國王，守護者「伊肯迪諾斯」原持有人。
有著賢王稱號的明君，人民跟臣相都對他十分的信任。在神之眼的動亂之後，將法達利亞王國的全部透鏡集中，由王室負責全權保管。
最初遇到斯坦爾的兒子凱伊路時，僅將他當成斯坦爾的兒子看待，在阻止歷史的改變之後，重新認識成長之後的凱伊路，才真正認同凱伊路。

### 守護者小隊
狄穆羅斯‧廷巴（Dymlos Tinbar，聲優：置鮎龍太郎）
火屬性守護者的最初持有者。
地上軍庸卡斯隊所屬，中將，有「突擊兵」之稱。地上軍令人敬畏的猛將；同時亦有非常高的作戰立案能力。下達作戰命令後；一定會指示其屬下「一定要活著回來。」
跟亞托懷特之間是情人關係，後因凱伊路等人為救亞托懷特前往螺旋洞窟，而背負責罰，被司令官里托拉任命為先鋒部隊隊長。
亞托懷特·艾克斯（Atwight Eks，聲優：宇和川惠美）
水屬性守護者的最初持有者。
軍階上校，為一名醫護兵長。克雷門堤的主治醫師，與狄穆羅斯是戀人關係。
皮耶爾‧多‧夏露狄耶（Pierre de Chaltier，聲優：石川英郎）
地屬性守護者最初持有者。
軍階少校。本非守護者小隊的預訂成員；後被破格拔擢成為其中一員，個性較為自卑，因為自己跟其他人相形見拙，所以有著把心中不滿寫在日記的習慣。
克雷門堤（Laville Clemente，聲優：八奈見乘兒）
光屬性守護者最初持有者。
地上軍中將，年紀最長的守護者持有人，從天地戰爭初期就參戰到現在，個性溫厚的老將，不過一到戰場上也有熱血方剛的一面。
伊肯狄諾斯（Igtenos Minarde，聲優：松野太紀）
風屬性守護者最初持有者。
情報官，軍階中將。喜歡在自己的房間放戀人相片當裝飾。是個冷靜的理論派。個性上跟迪姆羅斯不太合得來。本作出場的機會極少。
卡雷魯·貝魯塞利歐斯（Karell Belserius，聲優：飛田展男）
哈羅魯特的雙胞胎哥哥，闇屬性守護者最初持有者。
天才的軍師，軍階中將，非常疼愛妹妹哈洛路特，與其他守護者不同；其守護者投影的人格並非自己；而是妹妹哈洛路特。天地戰爭最終戰時與天上王米克多嵐同歸於盡。

### 其他角色
巴鲁巴多斯·盖迪亚（Barbatos Goetia，声优：若本規夫）
32歲、身高：187cm、体重：82kg　　
憎恨「英雄」，準備殺害所有稱為「英雄」的狂戰士。單手就能揮舞巨大的斧頭擁有自豪的強健肉體，手持著兇刃以壓倒性的力量，出現在史坦、露蒂、菲莉雅、伍特羅等人的面前。
他真正的身分，艾爾蕾因使用神力復甦的天地戰爭時代地上軍的軍人。守護劍小組所選擇，擁有迪姆羅斯才能之上的戰士，不過冷酷殘忍的性格，反倒成了戰場上災厄的來源，因為對擁有「英雄」別稱的迪姆羅斯其競爭心態，抓走愛特懷特當作人質，背叛了地上軍，之後被迪姆羅斯處刑。也因此對於擁有「英雄」稱號的人極為憎恨，為了滿足自己的遺憾，因而覬覦英雄寶座的姿態再次歸來。
由於聲優若本將巴魯巴多斯的狂氣詮釋的淋漓盡致，加上本作中跟他戰鬥有諸多的限制(使用道具、依賴晶術、使用回復晶術、背對他、繞背襲擊他,固守防禦甚至調低遊戲難度都會遭受相對應的特殊反擊。)，使得此角色成為傳奇系列最知名的反派角色。在往後的許多作品都以隱藏頭目的身分出現(甚至跨界別的作品的手遊)，且每一代都基本保留著"不讓人使用道具"的這個招牌技能。
米克多朗（Micturan，聲優：堀川亮）
天上人的王同時也是天上軍的指揮官。
擁有天空都市的全部權利，對地上施行暴政而成為天地戰爭的導火線，他的死也代表著戰爭的終結，在前作「命運傳奇」中經過千年的時間後再一次復活，前作是以最後的頭目的身分登場，本作中登場沒多久之後就死亡了，死亡的同時將人格轉移到「守護劍·貝爾瑟利歐斯（ソーディアン・ベルセリオス）」上，對之後的世界引起災厄。
莉姆露（Liml，聲優：雪乃五月）
競技場的冠軍，十分喜歡戰鬥。
有權利跟她戰鬥的只有凱伊路，是史坦妹妹莉莉絲的女兒。
漫畫版中凱伊路一到妮莉村，就找凱伊路交手。
莉莉絲（Lilith，聲優：澤口千惠）
35歲，史坦的妹妹，凱伊路的姑母。
潛在能力比哥哥更優秀的猛者。早上為了叫醒低血壓不容易起床的哥哥，開發出用湯瓢跟平底鍋敲打的，奧義（意思是連死掉的人都會醒來）來叫醒哥哥。結婚後在妮莉村過著安穩的生活，不過丈夫名子並沒有登場。非常的擅長料理，連偏食的裘達斯都不會挑剔的實力。
露・富雷基（Lo Fletch，聲優：鐵炮塚葉子）
娜娜莉的弟弟。
罹患不治之症的少年，死亡之後娜娜莉將他墓設在賀布城外，在結束之前如果完成特定條件，就能幫助娜娜莉醫治他的病。
漆黑之翼
基本上在前作PS版「命運傳奇」中登場3人小組，他們依舊活躍著，只不過這次限定現代中出現。不過因為「命運傳奇2」的世界觀緣故，有著另一組的漆黑之翼存在著。詳細資料請參照命運傳奇#其他人物
天地戰爭時代的地上軍，潛入任務、重要人護衛、俘虜救出、敵人設施破壞，等等極為危險困難的任務，一次次完成的特殊部隊，而這各部隊就稱為「漆黑之翼」。掌握相當重要程度的戰果，據說這各部隊只有3個人，軍方情報操作的緣故，其餘詳情皆不明。
馬克那迪烏耶斯（Magnuadioes，聲優：千葉一伸）
棲息於寒冰迷宮中的本作最強敵人。數千年間被封印在迷宮裡的鬥神,感到無聊時遇見凱伊路一行人,將與之交手當作娛樂。
擁有遙遙凌駕於最終頭目芙羅多娜的HP和力量,相反的防禦力卻異常低下。在開局時必定會使用最終幻滅使主角一行HP變為1,然而卻會停於原地待全員恢復後再行動。
在簡單以外的所有難度中都會從上級晶術連結至具現結晶。另外會使用多種FOE,也是遊戲唯一可以使角色陷入時間停滯的敵人。
被日本的玩家暱稱為マグナ樣。從祂的具現結晶台詞中狂傲的表示自己只是使用力量的碎片罷了,主角群完全沒有資格要求他使用全力。然而，祂偶爾會出現不使用具現結晶追擊我方角色的行為，經常使用會回復玩家HP的FOE，以及在使用最終幻滅後靜待主角群回復的特殊行動模式，被暱稱為紳士マグナ。

## 世界觀
透鏡
透鏡在1000年落下的巨大彗星碎片，擁有產生能源的性質，前作18年前跟人們有著密不可分的關係，18年前第二次天地戰爭後，將透鏡視為危險的物品，在本作中已經變成是不再需用到的物品。（詳細請參考命運傳奇#透鏡）
天地戰爭
天空都市跟地上發生的戰爭。在1000年前發生第一次天地戰爭，接著又在18年前發生了第二次天地戰爭，第一次天地戰爭相關請參考「命運傳奇#天地戰爭」部分。
第二次天地戰爭是，1000年前第一次天地戰爭所存活下來的，天空都市的支配者米克多朗所引起。米克多朗操控歐貝隆社社長修格．吉爾克里斯特，利用他奪走「神之眼」讓天空都市群復活，史坦・艾爾隆等現代的守護劍持有者們，在一次出面將他打倒，而戰爭依舊是由地上獲勝下結束。
守護劍
將使用者人格投射到高密度透鏡上，將它崁在劍上讓其擁有自我意識的劍。第一次天地戰爭末期，地上軍當成最後的手段開發了6把。
其中的4把在第二次的天地戰爭中，成為地上軍的戰力活躍著，在第二次天地戰爭中，天上軍的支配者米克多朗，策劃下奪走了其中兩把，跟地上軍的其他守護劍為敵。而6把守護劍也在第二次天地戰爭中失去了，現今已經沒有所存留下來的。
所以故事中從開始到結束，並不會看到守護劍的蹤影。

## 遊戲系統
信任及戰略線性動作戰鬥系統（TT-LMBS）
除了系列所慣用的TP系統外，還加入「精神點（SP）」。普通攻擊以及技巧上會消耗SP跟一定TP，當SP消耗光時就連普通攻擊都無法進行，所以玩家變成不能光顧著攻擊，適當的停手可以讓SP數值恢復，這代中跟隊伍同伴的連攜方式，將會深深的影響玩家戰鬥上的表現。因此SP成了該作品中作戰中的主軸，也控制著玩家的戰鬥節奏。

## 主題曲
- 「key to my heart」（收錄在3rd album『FAIRY TALE』）
作詞：倉木麻衣  、作曲：大野愛果、編曲：Cybersound
主唱：倉木麻衣

## 相關商品

### 漫畫
作畫：MAKOTO2號、全5卷、出版：史克威爾艾尼克斯
- Tales of Destiny 2（1）　ISBN 4-7575-1130-2
- Tales of Destiny 2（2）　ISBN 4-7575-1259-7
- Tales of Destiny 2（3）　ISBN 4-7575-1376-3
- Tales of Destiny 2（4）　ISBN 4-7575-1538-3
- Tales of Destiny 2（5）　ISBN 4-7575-1693-2

### 小說
著作：結城聖、插畫：豬股睦美・松竹德幸、全3卷、出版：集英社 Super Dash文庫
- Tales of Destiny 2（1）～尋找英雄的少女～　ISBN 4-08-630109-1
- Tales of Destiny 2（2）～兩位聖女～　ISBN 4-08-630114-8
- Tales of Destiny 2（3）～在命運的結局～　ISBN 4-08-630118-0

著作：、插畫：豬股睦美、出版：Fami通文庫
- Tales of Destiny 2 蒼黑的追憶（上）　ISBN 4-7577-1323-1
- Tales of Destiny 2 蒼黑的追憶（中）　ISBN 4-7577-1457-2
- Tales of Destiny 2 蒼黑的追憶（下）　ISBN 4-7577-1513-7
- Tales of Destiny 2 朱鷺色之風　ISBN 4-7577-1578-1

### 相關書籍
- Tales of Destiny 2 Official Guide Book　ISBN 4-7577-1353-3
- Tales of Destiny 2 Guide Book（V Jamp 編輯部）　ISBN 4-08-779206-4
- Tales of Destiny 2 PlayStation 2版（V Jamp 編輯部）　ISBN 4087792065

### CD
- Tales of Destiny 2 Original Soundtrack（2002/12/18）
- Tales of Destiny 2 Part1（2003/04/26）
- Tales of Destiny 2 Part2（2003/05/23）
- Tales of Destiny 2 Part3（2003/06/25）
- Tales of Destiny 2 Part4（2003/07/25）
- Tales of Destiny 2 The Final（2003/08/22）

## 外部連結
- PS2版官方網站 （页面存档备份，存于）（日語）
- PSP版官方網站 （页面存档备份，存于）（日語）